# Communauté de communes du Val d’Issole
Die Communauté de communes du Val d’Issole war ein französischer Gemeindeverband mit der Rechtsform einer Communauté de communes im Département Var in der Region Provence-Alpes-Côte d’Azur. Sie wurde am 28. Dezember 2001 gegründet und umfasste acht Gemeinden. Der Verwaltungssitz befand sich im Ort La Roquebrussanne.
Am 1. Januar 2017 wurde der Gemeindeverband mit der Communauté de communes Sainte Baume-Mont Aurélien und der Communauté de communes Comté de Provence zur neuen Communauté d’agglomération de la Provence Verte zusammengeschlossen.

## Mitgliedsgemeinden
1. Forcalqueiret
2. Garéoult
3. Mazaugues
4. Méounes-lès-Montrieux
5. Néoules
6. Rocbaron
7. La Roquebrussanne
8. Sainte-Anastasie-sur-Issole